# Uranus (mythologie)
Pour les articles homonymes, voir Uranus.
Dans la mythologie romaine, Uranus est la transcription directe en latin du dieu grec Ouranos. Il est le dieu du Ciel. Il est important de noter qu'avant cet apport grec, les Romains avaient un dieu du ciel appelé Cœlus (du latin cælus, « ciel »).
D'après la mythologie grecque, Uranus est le fils de Gaïa (la Terre) seule, selon Hésiode, ou de la seule Nyx (la Nuit), selon la tradition orphique.
Hygin, auteur romain du Ier siècle av. J.-C., reprend ces mythes en latinisant les noms, et faisant d'Uranus le fils d'Éther et du Jour.
De son union avec la Terre (Tellus Mater), il engendra entre autres Ops, Océan et d'autres divinités, le plus important d'entre eux étant Saturne. Uranus renvoyait ses enfants dans le sein de leur mère, à tel point que celle-ci, excédée, étouffant, arma l'un d'eux, Saturne, d'une grande serpe aiguisée, avec mission de châtrer son père. Ce qui fut fait.
Mais les jets de sang d'Uranus, qui auraient atteint Gaïa, continuèrent de procréer, et ainsi naquirent les Furies vengeresses, les nymphes des frênes, et les Géants. Quant au sexe d'Uranus, rejeté à la mer, il aurait donné naissance à la déesse Vénus. Il a donné son nom à la planète Uranus (dans notre système solaire).